# Jana Březinová (zdravotnice)
Jana Březinová (* 2. listopadu 1956, Ústí nad Orlicí) je česká zdravotní sestra. V době koronavirové pandemie se rozhodla dobrovolně pomáhat v nemocnici Litomyšl a za své zásluhy byla roku 2020 vyznamenána prezidentem Milošem Zemanem Medailí Za hrdinství.

## Život a mládí
Jana Březinová se narodila 2. listopadu 1956 jako čtvrté dítě do rodiny pedagogů. Narodila se víceméně nečekaně, její sourozenci i rodiče byli v době jejího narození již starší. U její matky se začaly projevovat různé choroby a často musela lehávat v nemocnici, kde ji malá Jana navštěvovala. Tam se také poprvé zblízka setkala s prací zdravotních sester, která ji fascinovala. Chtěla se naučit pečovat o matku sama a rozhodla se započít studium na zdravotnické škole.
Přihlásila se na Střední zdravotnickou školu v Litomyšli (SZŠ Litomyšl), ale její přihláška byla, navzdory vysvědčení s vyznamenáním, z kádrových důvodů nejprve zamítnuta. Po otcově snaze byla Jana roku 1972 na zdravotnickou školu přijata.
Roku 1976 se vdala a narodil se jí syn David. O pár let později dcera.
V roce 2012 prodělala závažné onemocnění rakovinu plic a musela podstoupit odstranění části plicního laloku. Přesto se po půl roce vrátila do pracovní činnosti.
Roku 2016 odešla do starobního důchodu.

## Pracovní činnost
Studium na Zdravotní škole v Litomyšli úspěšně ukončila v roce 1976 a rok nato kvůli synovi nastoupila na 10 let jako sestra do jeslí. V roce 1987 odešla pracovat na neurologické oddělení do nemocnice v Ústí nad Orlicí. Později si udělala nástavbu postgraduálního vzdělání se specializací ARIP (Anesteziologie, resuscitace a intenzivní péče) a pokračovala na JIP neurologického oddělení. Dále pracovala na interním oddělení Orlickoústecké nemocnice.
Prošla JIP oddělením, gastroenterologií, až po příjmové i specializované ambulance.
Roku 2017, jako zkušená interní sestra, přijala žádost o výpomoc na interním oddělení v Litomyšlské nemocnici, přestože byla již rok v důchodu. V nemocnici v Litomyšli pracuje doposud.
V roce 2020 po nástupu pandemie covidu-19 pokračovala, i přes obavy svých dětí, ve své práci a dokonce přijala více služeb. V této době také vznikla, jako důkaz toho, že se v nemocnici opravdu chrání všemi dostupnými pomůckami, fotografie, která odstartovala její cestu k vyznamenání.

## Státní vyznamenání
S motivem vyjádření podpory zdravotníkům a strachu o matku zveřejnil, bez vědomí a souhlasu Jany Březinové, její syn na Facebook příspěvek, který získal přes noc stovky lajků a sdílení a pomohl vybrat přes iniciativu Energie lékařům svačiny pro zdravotníky. V souvislosti s touto aktivitou na sociálních sítích byli osloveni Českou televizí, které Jana Březinová poskytla několik rozhovorů.
Na základě těchto rozhovorů byla Jana Březinová kontaktována radní Pardubického kraje a následně Vítem Rakušanem navrhnuta na ocenění. Krátce nato se jí ozval hradní protokolář Vladimír Kruliš s oznámením, že její příběh prezidenta Miloše Zemana zaujal, a za zásluhy a statečnost ji udělí Medaili Za hrdinství.
Prezident republiky uděluje Medaili Za hrdinství osobám za hrdinství v boji a těm, kteří se s nasazením vlastního života zasloužili o záchranu lidského života nebo značných materiálních hodnot.
Jana Březinová, byť si medaili kvůli pandemii covidu-19 měla převzít až na udělování vyznamenání v roce 2021, byla od zřízení v roce 1990 osmou ženou, která vyznamenání obdržela.